# Talis evidens
Talis evidens là một loài bướm đêm trong họ Crambidae.